# Ali Liebert
Ali Liebert est une actrice, mannequin, productrice et réalisatrice canadienne, née le 20 août 1981 à Surrey en Colombie-Britannique.

## Biographie
Ali Liebert se définit comme étant queer.

## Filmographie

### Comme actrice

#### Cinéma
- 2008 : Kill Switch (vidéo) : barmaid #2
- 2009 : Helen : Donna
- 2009 : The Break-Up Artist : Tiffany
- 2009 : Year of the Carnivore : Sylvia
- 2009 : A Gun to the Head : Jill
- 2009 : Hardwired : Catalina Jones
- 2011 : Barbie apprentie princesse (Barbie: Princess Charm School) (vidéo) : Portia / Hadley (voix)
- 2011 : Afghan Luke : Miss Freedom
- 2011 : Apollo 18 : la petite amie de Nate
- 2011 : Sisters & Brothers : Tracy
- 2012 : Foxfire, confessions d'un gang de filles (Foxfire: Confessions of a Girl Gang) : Muriel Orvis
- 2012 : In the Hive : Parker Whitmore
- 2013 : Barbie : Rêve de danseuse étoile (Barbie in the Pink Shoes) : Tara / Hannah (voix)
- 2013 : Down River : Molly
- 2013 : Afterparty : Tracy
- 2014 : Barbie et la Porte secrète (Barbie and the Secret Door) : la fée jeune (voix)
- 2014 : Bad City : la reportère
- 2015 : The Devout : Jan
- 2017 : Wonder : Ms. Petosa
- 2018 : The Age of Adulting : Kyla
- 2020 : They Who Surround Us : Natalia

##### Courts-métrages
- 2005 : Playing the Role : la lectrice
- 2008 : Basket Casket : une femme
- 2010 : Karma Inc. : Shirley
- 2010 : A Fine Young Man : Mary Adams
- 2010 : Voodoo : Marjorie
- 2011 : The Rock Shirt : une fille
- 2016 : Collider : Dawn Lanyon

#### Télévision

##### Séries télévisées
- 2003 : Dead Like Me (saison 1, épisode 14) : Marcie
- 2004 : The L Word (saison 1, épisode 2) : Rebecca[2]
- 2004 : 5 jours pour survivre (mini-série, épisode 2) : l'étudiante
- 2004 : The 4400 (saison 1, épisode 2) : Maureen
- 2004 : Huff (saison 1, épisode 1) : Jenny
- 2005 : Cold Squad, brigade spéciale (saison 7, épisode 8) : la secrétaire
- 2005 : Young Blades (saison 1, épisodes 1 & 9) : Charlotte
- 2005 : Killer Instinct (saison 1, épisodes 8 & 9) : docteure Kit Ellsworth
- 2006 : Romeo! (saison 3, épisode 12) : la jeune femme Hip
- 2006 : Whistler (saison 1, épisode 8) : Merewynn
- 2006-2007 : Intelligence (6 épisodes) : Rebecca
- 2007 : Robson Arms (saison 2, épisode 2) : Hottie
- 2007 : Fallen (mini-série, épisode 1) : Chloe
- 2007 : Blood Ties (saison 2, épisode 6) : Maya
- 2008 : Psych : Enquêteur malgré lui (saison 2, épisode 16) : Hannah
- 2009 : Kyle XY (5 épisodes) : Jackie
- 2009 : Harper's Island (8 épisodes) : Nikki Bolton
- 2009 : Fringe (saison 2, épisode 8) : Danielle
- 2010 : Human Target : La Cible (saison 1, épisode 2) : Brooke Hammel
- 2011 : Hellcats (saison 1, épisode 16) : Theresa
- 2011 : Health Nutz (5 épisodes) : Tami
- 2011-2013 : The True Heroines (4 épisodes) : Ethel Worthington
- 2012-2013 : Bomb Girls (18 épisodes) : Betty McRae[3]
- 2013 : Lost Girl (3 épisodes) : Crystal[4]
- 2014 : Motive (saison 2, épisode 11) : Erin Kovach
- 2014-2015 : Strange Empire (11 épisodes) : Fiona Briggs
- 2016 : Legends of Tomorrow (saison 1, épisode 8) : infirmière Lindsay Carlisle[5]
- 2016 : iZombie (saison 2, épisode 15) : Annie Rosine / Jenny Rosine
- 2016 : Paranormal Solutions Inc. (3 épisodes) : Crystal Snider
- 2016 : Chesapeake Shores (3 épisodes) : Georgia Eyles
- 2016-2018 : Mech-X4 (20 épisodes) : Principal Grey / Grey / Mysterious Figure
- 2017 : My Little Pony: Equestria Girls Specials (saison 1, épisodes 2 & 3) : Juniper Montage (voix)
- 2017 : Ten Days in the Valley (8 épisodes) : détective Nickole Bilson[6]
- 2018 : Le cœur a ses raisons (saison 5, épisodes 3 & 4) : Sofia Connelly
- 2018 : The Age of Adulting : Kyla
- 2019 : Beverly Hills : BH90210 (saison 1, épisode 1) : Theresa
- 2021 : Charmed (saison 3, épisode 12) : Jill
- 2021 : Van Helsing (3 épisodes) : Nina
- 2021 : One of Us Is Lying (5 épisodes) : Ann Prentiss
- 2021 : Associées pour la loi (9 épisodes) : Maggie Roth

##### Téléfilms
- 2006 : Les vœux de Noël (All She Wants for Christmas) : Priscilla Clark
- 2008 : Ma femme, mon ex... et moi ! (The Secret Lives of Second Wives) : Brooke
- 2008 : The Dead Beat : Audrey
- 2009 : Health Nutz : Tami Erickson
- 2009 : Wolf Canyon : Jan
- 2011 : Armageddon 2013 (Earth's Final Hours) : Darlene
- 2012 : Dangereuse liaison (Virtual Lies) : Allison Dean
- 2012 : La Parade de Noël (Love at the Thanksgiving Day Parade) : Jaclyn
- 2013 : Tom, Dick & Harriet : Liz
- 2014 : Mariée avant le printemps (A Ring by Spring) : Stephanie
- 2014 : Bomb Girls: Facing the Enemy : Betty McRae
- 2014 : Mes parrains sont magiques: Aloha! (A Fairly Odd Summer) : Mrs. Mulligan (voix)
- 2015 : Un mariage sans fin (I Do, I Do, I Do) : Kate Palmer
- 2015 : La folle histoire de "La Fête à la Maison" (The Unauthorized Full House Story) : Gay Saget
- 2015 : La trêve de Noël (Christmas Truce) : Alina Hammond
- 2016 : Amour et quiproquos (Anything for Love) : Debbie Kelvin
- 2016 : Une Idylle d'automne (Autumn in the Vineyard) : Hannah
- 2017 : Noël avec un inconnu (A Gift to Remember) : Darcy Archer
- 2018 : L'amour sucré salé (Cooking with Love) : Kelly Mader
- 2019 : Pas de plan pour Noël (The Plan for Christmas) : Celeste
- 2019 : Noël avec un inconnu 2 (Cherished Memories: A Gift to Remember 2) : Darcy Archer
- 2021 : Noël entre sœurs (Every Time a Bell Rings) : Nora
- 2021 : Le berceau du secret (Cradle Did Fall) de Keegan Connor Tracy : Taylor

### Comme productrice
- 2012 : This Feels Nice (court métrage)
- 2013 : Afterparty
- 2018 : Cooking with Love (téléfilm)

### Comme réalisatrice
- 2019 : Un enfant kidnappé chez les Amish (Amish Abduction) (téléfilm) (post-production)